# 邵日贊
邵日贊，（英文名︰Siu Tsan）香港聾人之父，香港出生，是香港慈善機構「龍耳」的創辦人之一，亦是勞工及福利局轄下的推廣手語工作小組委員及香港康復計劃方案檢討工作小組-專責小組委員。現他符合《香港手語翻譯員名單》基本條件的手語翻譯員。

## 簡歷
2008年3月，他的朋友李菁是一名弱聽人士，曾於美國留學，在香港嶺南大學完成學士課程，曾代表香港以及美國學校贏得棋藝獎項，因長久在社會找不到工作和自己的價值，選擇輕生。
2008年7月，與李菁的家人成立慈善機構「龍耳」，協助聾人及弱聽人士融入社會。
2009年6月，和聾人胡慧賢接受傳媒訪問時表示，讀唇很難掌握，也要不斷練習。亦指出社會上很少人關心聾人的溝通方式，很容易造成誤會。
2011年2月，香港政府實行最低工資。邵日贊指出，不少僱主已發出信息，指將因法定最低工資而面臨經營困難，令殘疾員工十分憂慮。
2011年10月，與胡慧賢再次接受傳媒訪問時表示，聾人過去多從事文職或會計等工作，若經濟不景，會最先被辭退。因求職局限太多，學歷不高的聾人多從事洗車、清潔等獨立性較大的工作。
2012年1月，出席由社會服務聯會舉辦《無障消費計劃》的記者會，他指出聾人購物遇上困難，店員往往未能諒解聾人無法以言語溝通，以為他們低智商，沒有消費能力；部份店員說話太快或太細聲，聾人看不到口形，無法溝通，店員乾脆不做他們生意。
2012年4月，與李菁的家人接受亞洲電視節目《ATV2012感動香港人物推選》的訪問，講述成立龍耳的原因。
2012年12月，接受鳳凰衛視香港台節目《港人自講》的訪問，探討香港手語的問題。
2013年12月，接受明報的訪問時指出，手語名沒有統一標準，很多是約定俗成，聾人會按對方的特徵設計相應手語。
2016年1月，出席《聆聽無聲世界》的電台節目，講述「龍耳」的成立故事與聾人服務的發展。
2016年3月，接受東網電視訪問時指出，不少人誤會聾人日常生活上沒有困難，大多用紙筆與人溝通，但事實上，當聾人拿起紙筆和別人對話時，對方大多感到不耐煩，且當一群人交談或聚會時，根本不可能用紙筆溝通。他希望政府增撥資源，培訓更多手語翻譯員及發展視像手語翻譯服務。
2016年5月，接受明報周刊的訪問，他指出人與人溝通最重要的部分，不是口，也不是手，而是心。
2016年7月，接受東方日報時指出，健聽人可透過警鐘作警示走火警，但聾人就不能依靠火警鐘聲，在火警期間則難以逃生，冀政府為聾人增加有效的配套，如在家中裝設火警閃燈及夜間震動警示器等。
2017年2月，他指出有聾人與家人發生爭執，警員接報到場，無法與該聾人用手語溝通，被送往急症室，醫院亦沒有安排翻譯，輾轉送往青山醫院。由於該聾人無故被留院7天，更因沒法上班而遭解僱。張超雄議員引述青山醫院院長指各方面敏感度不足，承認該聾人沒有精神病並對事件表示歉意。該聾人就此事件向平等機會委員會作出投訴。他表示難以理解警方和醫院在這事件中，都沒要求手語傳譯員協助。
2017年9月，無線電視舉辦「2017年度香港小姐競選」時拒絕提供埸地及拍攝器材予聾人團體「香港手語來自聾星」，他表示，聾人視覺比較敏銳，直播手語需要使用電視台的地方不多，期望可引入手語傳譯。此外，他指出自己已擔任手語翻譯義工20年，有感香港手語翻譯員供不應求，遂借助科技，利用手機應用程式龍耳手譯寶提供即時手語翻譯服務。
2017年12月，他指出聾人居住的公屋單位沒有安裝火警閃燈裝置，如同拆除火警鐘沒有分別，當聾人遇上火警，因聽不到火警鐘聲，要嗅到濃煙才懂逃生，生命受到威脅。
2018年4月，一名FAC職員兜搭一名先天弱聽人士帶到中心一房間內推銷健身會籍，職員取去他的提款卡以EPS轉賬，並要求他輸入密碼，其間以「怕其他人看到密碼」為由，以手遮蓋終端機螢幕，以致他看不到轉賬金額。邵日贊表示，弱聽人士與一般人溝通存在很大困難，因為一般人自小透過聲音學習語言，而弱聽人士需配合肢體動作、表情以及特定文法。職員明知他有聽力障礙，過程中應要求他重複一次說話內容，以確保沒有理解錯誤。
2019年10月，他指出自己曾幫助許多殘障人士，後來發覺有一種殘障人士，外人不會察覺他們有什麼問題，但是覺得他們的情況比其他人更嚴重。例如，若果見到失明人士會幫助他們過馬路、肢體傷殘就會以輪椅幫他們代步。然而，聾人表面上像普通人，其實他們的內心世界往往是封閉的，日常生活面對許多困難，如看醫生、坐車，甚至法律和司法問題，也很需要幫忙。
2021年11月，他開始跟進聾女美華事件。